# Дивногір'я

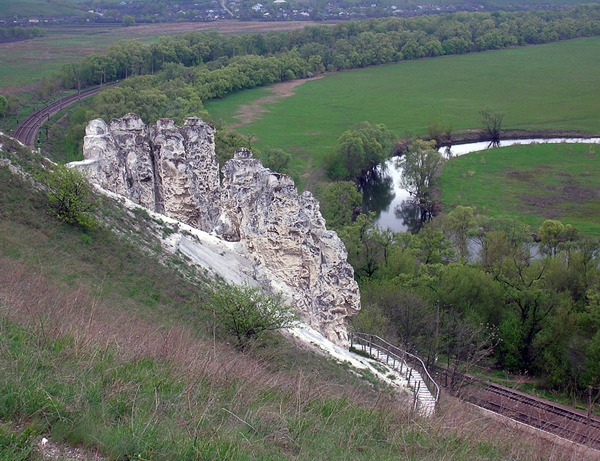
Панорама Дивногір'я.

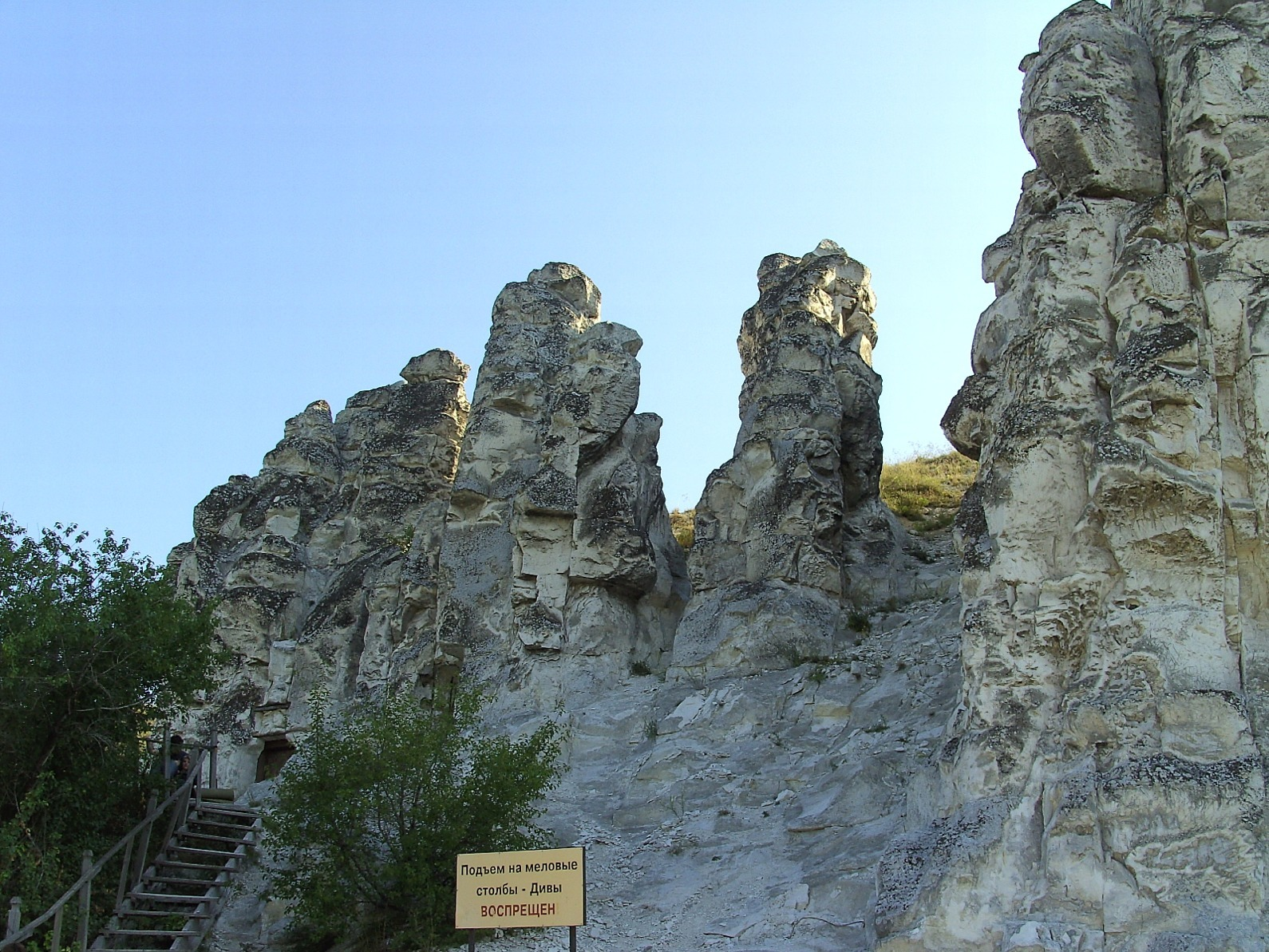
Великі Дива

Дивногір'я (рос. Дивногорье) — заповідник й плато у Лискинському районі Воронізької області  Росії. Знаходиться за 10 км на захід від Лісків на правому березі річки Дон. На цих теренах, що здавна були заселені українцями (цей регіон має назву Східна або Північна Слобожанщина), існує повір'я, що в одній з печер є підземний хід, що веде до Києва.
Музей тут заснований в 1988 році, а у 1991 він отримав статус заповідника. Площа музею-заповідника понад 11 км ². 
З геологічної точки зору Дивногір'я представляє крейдяні відкладення на поверхні землі. Верхній шар складається на 15-20% з крейди. Нижче 80 метрів шар чистої крейди. Верхній шар зазнає ерозії вивітрювання. Через круті схили плато мало зазнало антропогенних змін. На плато виростають понад 250 видів рослин. Назву Дивногір'я місцевість отримала за крейдяні стовпи, які люди називають «дивами». 
На території заповідника розташовуються печерні крейдяні церкви XVII сторіччя (Церква Сицилійської ікони Божої Матері, Церква Іоанна Предтечі й Дивногірська-3), Дивногірський Свято-Успенський монастир  (XVII століття ). 
Тут знаходиться Маяцьке городище IX - X сторіччя ів (залишки середньовічної фортеці й кладовище) й Маяцький гончарний комплекс IX-X сторіч.

## Історія
Найдивовижнішими природними куточками Східної Слобожанщини є райони крейдяних гір на правому березі річки Дон, на території сучасної Воронізької області. Ці місцевості були остаточно заселені українцями у середині XVII століття, і майже відразу були присвячені Богові: тут побудовані найзначніші українські монастирі Східної Слобожанщини - Дивногірський та Білогірський.
Свою назву Дивногір’я отримало від величних крейдяних стовпів, пам’яток природи, які місцеві українці називають «дивами» (від слова «диво»). Колись тут жили сіверяни, але під натиском кочовиків вони були змушені покинути ці предківські землі. Повернулися сюди їхні нащадки – українські слобідські козаки.
Вперше у писемних джерелах «Дивногір’я» згадується у записах Гната Смол’янина, учасника подорожі київського митрополита Пимена до Царгороду 1389-го року. «Приплили до Тихої Сосни, і бачили стовпи каменю білого, дивно ж і чудово стоять поруч, як стоги малі, білі і світлі дуже, над рікою над Сосною». Тиха Сосна – це місцева річка, яка протікає неподалік від Дивногір’я та міста Острогозька.
Українські ченці з’явилися тут разом з українськими козаками полковника Зиньківського, який заснував неподалік від цього місця столицю Острогозького полку. Народні перекази називають першими будівниками печер у скелях Дивногір’я двох київських ченців – Йоасафа і Ксенофонта. Сам полковник Зиньківський був найповажнішим вкладником Дивногірського монастиря. 26 вересня 1670-го року під стінами чернечої оселі відбувся бій між острогозькими козаками та царськими військами. Росіяни перемогли, і українці не змогли вибороти незалежності для свого полку, а самого полковника Зиньківського було страчено разом з жінкою, а багатьох острогозьких козаків повішено на шибеницях, що поставили вздовж річки Тихої Сосни безжальні кати. З цього часу на довгі роки пам’ять про першого острогозького полковника та його побратимів таємно вшановувалася дивногірськими ченцями у печерному монастирі.

## Фотогалерея

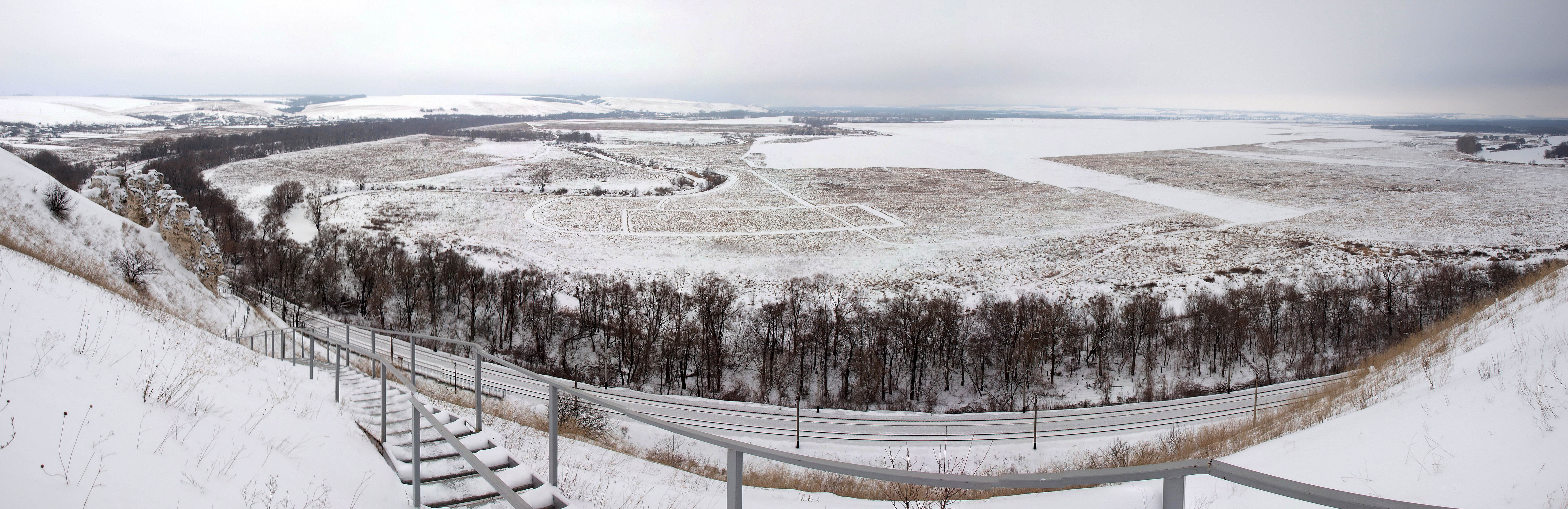
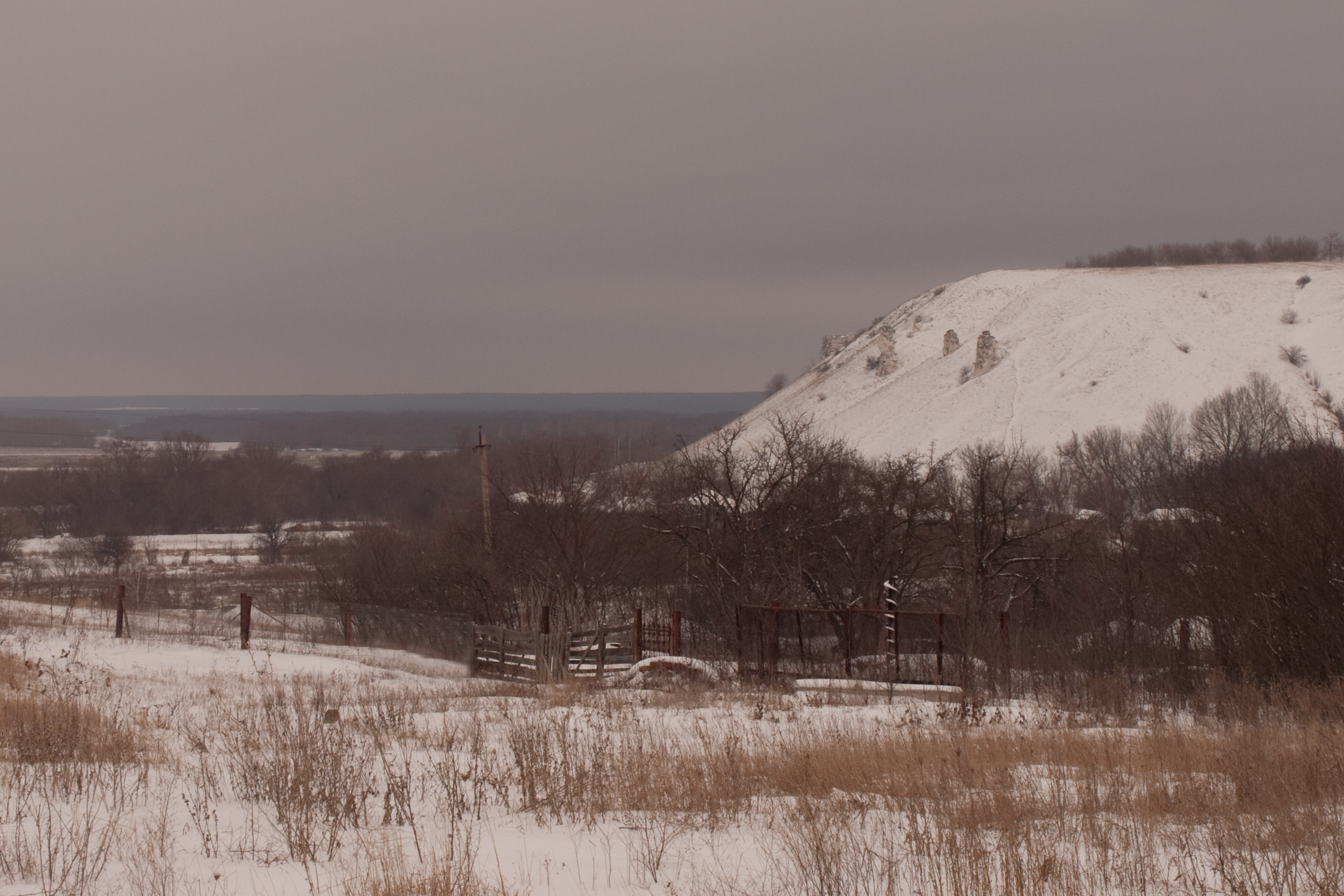
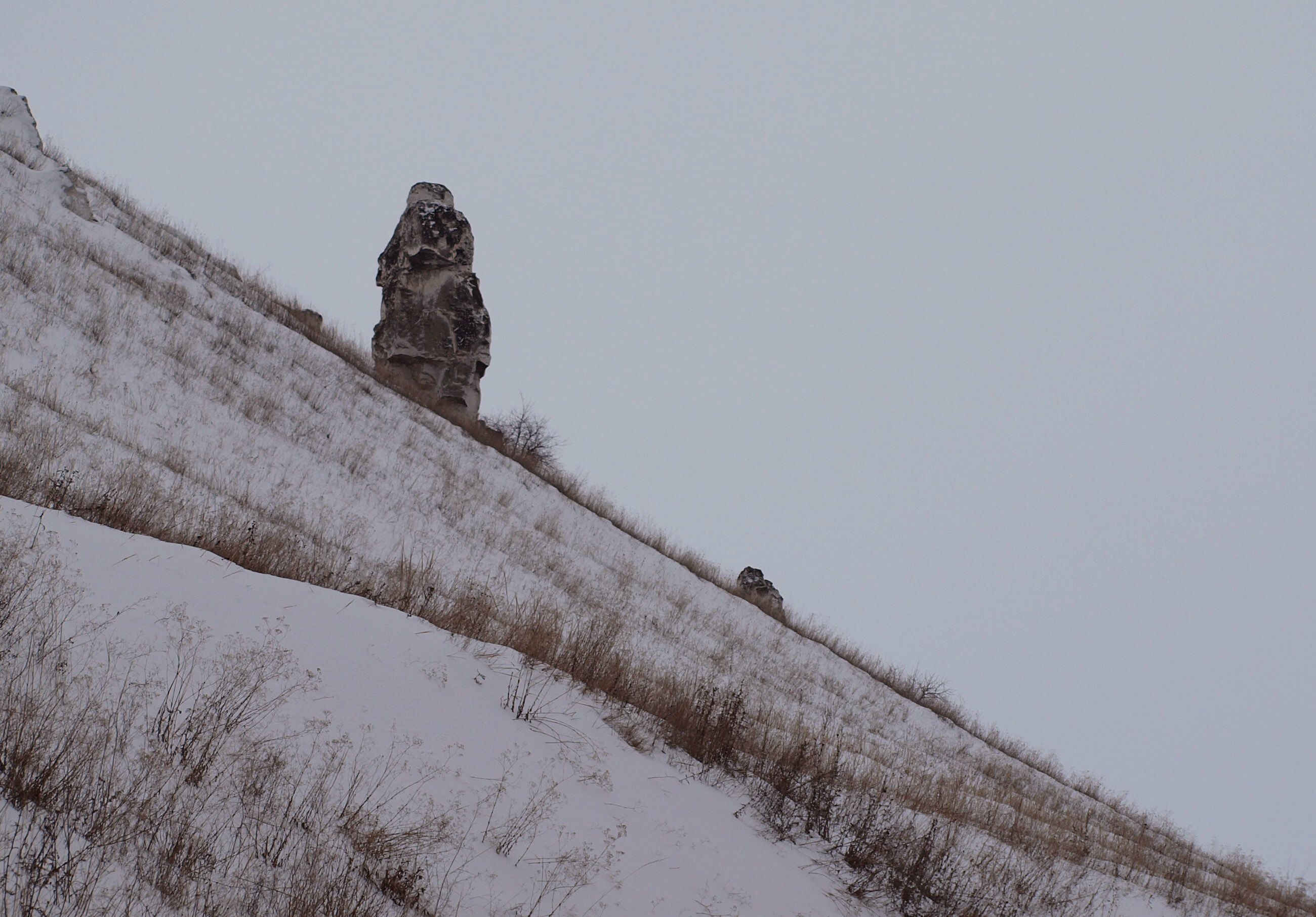

## Музей «Українське подвір'я» у Дивногір'ї
Заснований 2008-го року.
Фотозвіт про відвідини музею. [Архівовано 19 серпня 2014 у Wayback Machine.]

## Дивногірський монастир

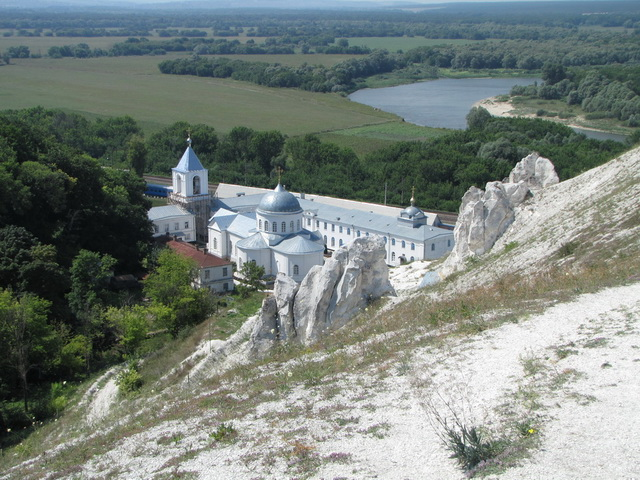
Дивногірський монастир.
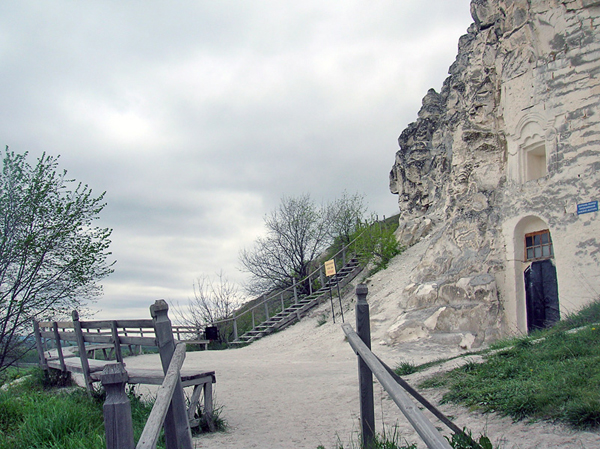
Печерний храм.